# Vejdovskyella hellei
Vejdovskyella hellei är en ringmaskart som beskrevs av Brinkhurst 1971. Vejdovskyella hellei ingår i släktet Vejdovskyella och familjen glattmaskar. Inga underarter finns listade i Catalogue of Life.